# Yaylapatlangıç, Fethiye
Yaylapatlangıç là một xã thuộc huyện Fethiye, tỉnh Muğla, Thổ Nhĩ Kỳ. Dân số thời điểm năm 2011 là 274 người.